# 야마가타 이사부로
야마가타 이사부로(일본어: 山縣伊三郎, 안세이 4년 음력 12월 23일(1858년 2월 6일) ~ 쇼와 2년(1927년) 9월 24일)는 일본의 관료이다. 원로(元老) 야마가타 아리토모의 조카이며, 그의 양자가 되어 공작위를 습작하였다. 옛 성은 가쓰(勝津). 대훈위 이화대수장을 받았다.

## 생애
메이지 유신의 원훈인 야마가타 아리토모는 슬하에 아들 3명이 있었지만 모두 요절하였고, 야마가타 가문을 이어야 할 적장자가 없었기 때문에 누나 도시코(혹은 히사코, 壽子)의 차남인 이사부로를 양자로 삼았다. 독일에 유학한 후, 내무성 관료로서 도쿠시마현·미에현 지사, 지방국장, 내무차관 등을 역임했다. 1906년 제1차 사이온지 내각에서 체신대신으로 입각하였다. 1908년 철도 부설에 관한 예산 문제를 둘러싸고 사카타니 요시로 대장대신과 마찰을 빚은 끝에 체신대신을 사임한 후, 귀족원 의원에 칙선되었다. 1910년 한국통감부 부통감으로 부임해 한일합방 이후에는 조선총독부 정무총감이 되었으며, 중추원 의장도 역임했다. 1920년 관동주 장관이 되었고, 1922년 추밀원 고문관에 임명되었다. 1925년 답례사로서 프랑스령 인도차이나에 파견되었다.
이사부로의 사후, 야마가타 공작가의 가독(家督)은 장남 아리미치가 물려받았다. 아리미치는 궁중을 섬기며 시종(侍従)과 식부관(式部官)을 지냈고, 이사부로의 양자 아리미쓰는 남작 작위를 받고 분가(分家)하였다.
1996년부터 규슈 여객철도 히사쓰 선에서 운행 중인 관광열차 이사부로 호(いさぶろう号)는 야마가타 이사부로의 이름에서 유래하였다. 당시 철도는 체신성의 관할이었는데, 그가 체신대신에 재임하던 중에 히사쓰 선이 건설되었고, 야타케 제일 터널의 편액을 그의 휘호로 만들었기 때문이다.

## 가족 관계
- (친부) 가쓰 가네아키(혹은 겐스케, 勝津兼亮)
- (친모) 야마가타 도시코(山縣壽子) - 야마가타 아리토모의 누나
- (양부) 야마가타 아리토모(山縣有朋)
- (양모) 야마가타 도모코(山縣友子)
- (부인) 가토 다카코(加藤隆子) - 가토 히로유키(加藤弘之) 남작의 딸
  - (장남) 야마가타 아리미치(山縣有道) - 공작
  - (차남) 요절
  - (3남) 야마가타 사부로(山縣三郎)
  - (4남) 가쓰 요시로(勝津吉朗) - 가쓰 쇼타로(勝津荘太郎)의 양자로 입적
  - (6남) 야마가타 고로(山縣五郎)
  - (7남) 야마가타 시치로(山縣七郎)
  - (장녀) 다나카 기요코(田中清子) - 다나카 분조(田中文蔵) 부인
  - (차녀) 요절
  - (3녀) 다케야 스미코(竹屋寿美子) - 다케야 하루미쓰(竹屋春光) 자작 부인
  - (양자) 야마가타 아리미쓰(山縣有光) - 남작. 후나코시 미쓰노조(船越光之丞)의 아들.